# حارة القماسي (صنعاء)
القماسي هي إحدى حارات حي سدس احداق بمدينة الروضة شمال العاصمة اليمنية "صنعاء"، بلغ تعداد سكانها 695 نسمة حسب تعداد اليمن لعام 2004.